# روبرت إديسون (ممثل)
روبرت إديسون (بالإنجليزية: Robert Eddison)‏ هو ممثل بريطاني، ولد في 10 يونيو 1908 بيوكوهاما في اليابان، وتوفي في 14 ديسمبر 1991 بلندن في المملكة المتحدة بسبب ذات الرئة. من الجوائز التي نالها رتبة الإمبراطورية البريطانية.

## أعمال

### أفلام
- (1989) إنديانا جونز والحملة الأخيرة[1]

## جوائز
- رتبة الإمبراطورية البريطانية

## وصلات خارجية
- روبرت إديسون على موقع IMDb (الإنجليزية)
- روبرت إديسون على موقع ألو سيني (الفرنسية)
- روبرت إديسون على موقع قاعدة بيانات برودواي على الإنترنت (الإنجليزية)
- روبرت إديسون على موقع قاعدة بيانات الفيلم (الإنجليزية)